# 뉴멕시코주의 기

뉴멕시코 주의 기

뉴멕시코의 기는 뉴멕시코주의 깃발이다. 노란색으로 이루어진 바탕에 뉴멕시코 주에 거주하던 토착민인 지아족(Zia)의 태양을 상징하는 문양이 있는 형태의 기이다. 기에 있는 빨간색과 노란색은 스페인의 국기에서 유래되었다.